# Amestris
Amestris (altgriechisch Ἄμηστρις [ˈamɛːstris], auch Amastris oder Amistres), Tochter des Otanes, war als Ehefrau des Xerxes I. eine Königin des persischen Achämenidenreichs. Ihr Vater war einer der sieben Verschwörer gegen Gaumata. Mütterlicherseits war sie eine Nichte des Großkönigs Dareios I. Sie war also mit ihrem Vetter verheiratet, dem sie mehrere Kinder, darunter den Thronfolger Artaxerxes I. und Amytis, gebar.
Laut Ktesias sei Amestris sehr ausschweifend und grausam gewesen. Herodot überliefert in seinen Historien in Bezug auf sie folgende Geschichte: Xerxes soll sich nach seiner Rückkehr von Griechenland (480 v. Chr.) in seine Schwägerin, die Frau des Masistes verliebt haben und vergeblich versucht haben, ein Verhältnis zu ihr anzubahnen. Dazu verheiratete er deren Tochter Artaynte mit seinem Sohn Dareios, verliebte sich jedoch dann selbst in sie. Artaynte habe sich von Xerxes den von Amestris gewebten Königsmantel auserbeten, womit sie, aus Sicht der antiken Welt, die Herrschaft für ihre Familie forderte. Amestris habe daraufhin beim Festmahl zum Geburtstag von Xerxes, bei dem den daran teilnehmenden Gästen jeder Wunsch erfüllt werden musste, die Mutter der Artaynte, die sie wohl für die Affäre verantwortlich hielt, für sich gefordert. Der Großkönig sei dieser Bitte letzten Endes nachgekommen und Amestris habe Artayntes Mutter von der Palastwache ergreifen, grausam verstümmeln und danach heimschicken lassen. Daraufhin habe Masistes einen Aufstand in Baktrien zu inszenieren versucht, sei aber auf dem Weg dorthin mit seinen Söhnen und Anhängern auf Xerxes’ Befehl ermordet worden.
Als Amestris älter wurde, soll sie, abergläubisch veranlagt, vierzehn vornehme persische Knaben durch Lebendig begraben für ihr Wohlergehen dem Unterweltgott geopfert haben. Sie überlebte ihren Gatten Xerxes und starb in hohem Alter gegen Ende der Regierung ihres bis 424 v. Chr. lebenden Sohnes Artaxerxes.

## Amestris in der Bibel?
Das Buch Ester beschreibt das Leben einer Königin אֶסְתֵּר Ester (hebräisch הֲדַסָּה Hadassa), die als Waise von ihrem Vetter Mordechai großgezogen wurde. Sie stammte demnach aus der benjaminitischen Oberschicht Jerusalems und wurde nach einer zuvor verstoßenen Königin וַשְׁתִּי Waschti zur Ehefrau von אֲחַשְׁוֵרוֹשׁ Ahaschwerosch.
Der Name Ahasveros kann plausibel als Transkription des Namens Ḥšayārša (= Xerxes) erklärt werden. Historisch-kritische Exegeten kommen aufgrund verschiedener Inkongruenzen jedoch mehrheitlich zu folgendem Ergebnis: „Das idealisierte Milieu und die märchenhaften Züge sowie die kunstvolle dichterische Komposition zeigen, dass es sich um eine literarische Fiktion handelt. Einzelne Erzählzüge können auf historischen Motiven beruhen …, insgesamt aber überwiegt die Typisierung.“
Eine Gleichsetzung von Amestris und Ester wird demnach üblicherweise verneint.